# فاوستو روسي
فاوستو روسي (بالإيطالية: Fausto Rossi)‏ (3 ديسمبر 1990 إيطاليا - ) هو لاعب كرة قدم إيطالي، يلعب كلاعب وسط.

## وصلات خارجية
فاوستو روسي على موقع الاتحاد الأوربي (الإنجليزية)
- فاوستو روسي على موقع قاعدة بيانات كرة القدم.إي يو (الإنجليزية)
- فاوستو روسي على موقع Soccerway.com (الإنجليزية)
- فاوستو روسي على موقع عالم كرة القدم.نت (الإنجليزية)
- فاوستو روسي على موقع AS.com (الإسبانية)